# Шенхаузер-Алея

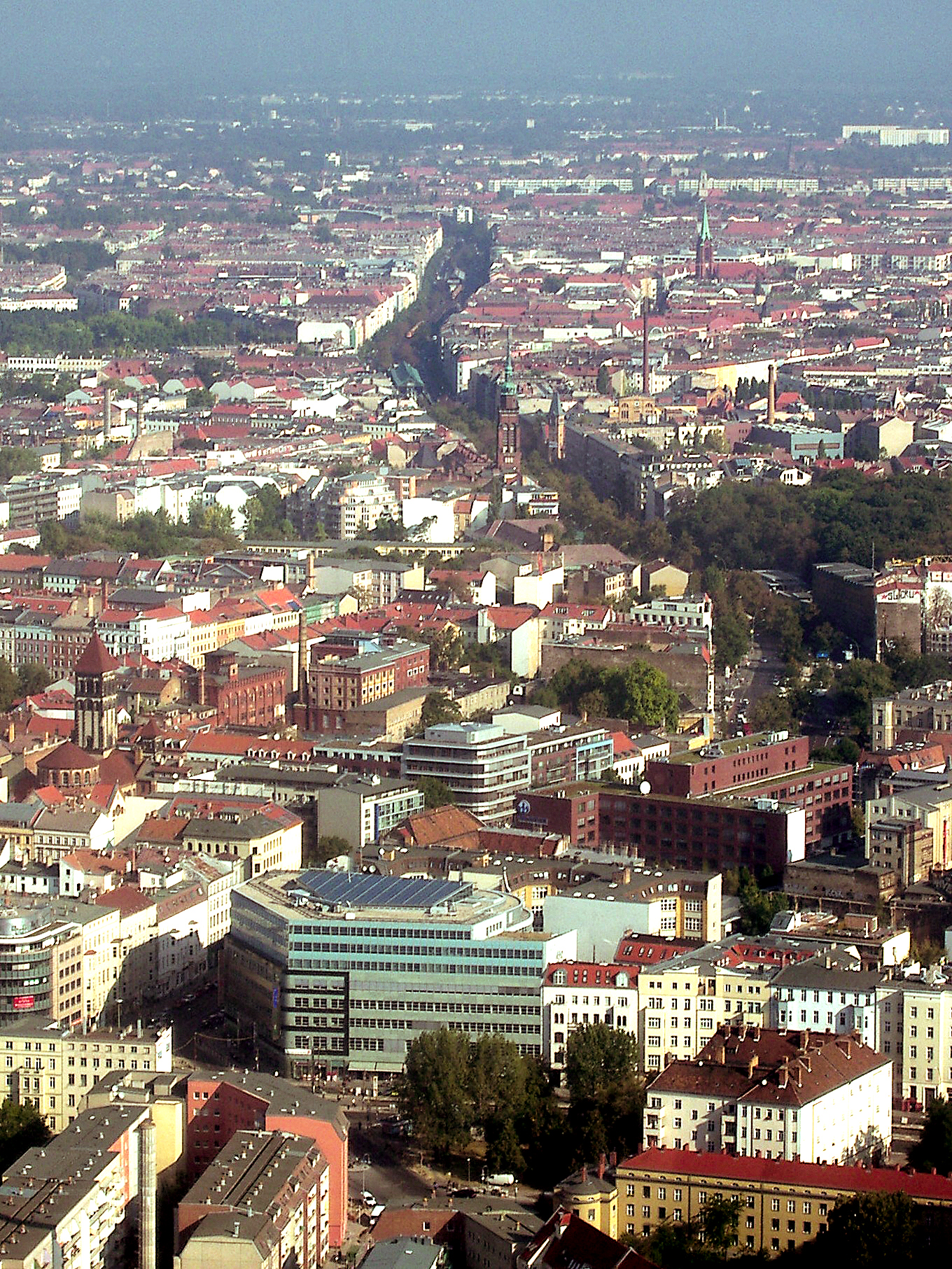
Вид на Шенхаузер-алеї з Берлінської телевежі Фото 2006 р.

Шенхаузер-алеї (нім. Schönhauser Allee) — найбільша торгова вулиця в районі Пренцлауер-Берґ, головна транспортна вісь, що тягнеться від Шенхаузер-тор (Шенхаузскіх воріт ' 'нім. Schönhauser Tor) в північну сторону адміністративного округу Берліна — Панков.

## Назва
Спочатку це була велика проїжджаючи дорога, що йде з Берліна до Палацу Шенхаузен, що й пояснює назву вулиці Шенхаузер-алеї. Але протягом історії назва багаторазово варіювалося, з 1490 року до XVII століття це була Панківський путівець (нім. Pankowscher Landweg), потім її перейменували в Шеншаузьку дорогу (нім. Schönhauser Weg), після чого з'являлися й інші назви — шосе від Шенхаузськіх воріт, Шенхаузський тракт, шосе в Панків, шосе в Нідершенхаузен, панківське шосе (нім. Chaussee vor dem Schönhauser Tor, Schönhausensche Landstraße, Chaussee nach Pankow, Chaussee nach Niederschönhausen, Pankower Chaussee). Сучасна назва Шенхаузер-алея було документально зафіксовано 27 грудня 1841.

## Історія
Дорога, що з'явилася в Середні віки з Берліна на північ в Бранденбург, місцями проходила через ліс, який поступово вирубували, звільняючи площі для сільськогосподарських робіт. Важливою трасою дорога стає з 1691 році, коли король Фрідріх I викуповує маєток Нідершенхаузен для генерала і військового міністра Бранденбурга Йоахіма Ернста фон Грумбкова (нім. Joachim Ernst von Grumbkow). Щоб дорогу завдовжки 6 км з Берліна до палацу Шенхаузен зробити для знатних персон приємнішою, трасу по обидва боки прикрасили посадженими липами.
У 1708 році у Шенхаузськіх воріт, на самому початку сучасної Шенхаузер-алеї, був побудований королівський Фільварок і перші прилеглі до нього будівлі. Поступово почалася систематична забудова території по обидва боки вулиці.

## Цікавинки
Побудована в 1891—1893 рр.. поблизу Шенхаузер-алеї за проектом архітектора серпня Орта (нім. August Orth) церква отримала свою назву «Гефсиманська» (нім. Gethsemanekirche) за пропозицією імператора Вільгельма II, який був присутній на її урочистому освяченні.
У наші дні перед західним порталом Гефсиманської церкви здалеку видно скульптура благословляючого Христа, яку перевезли сюди зі знесеної в 1985 році за ініціативою уряду НДР церкви «Примирення» (нім. Versöhnungskirche) в окрузі Мітте .
Гефсиманська церква особливо прославилася своєю об'єднує людей роллю в процесі мирної революції восени 1989 року напередодні падіння Берлінської стіни.
|  |  |  |  |  |
|  |  |  |  |  |

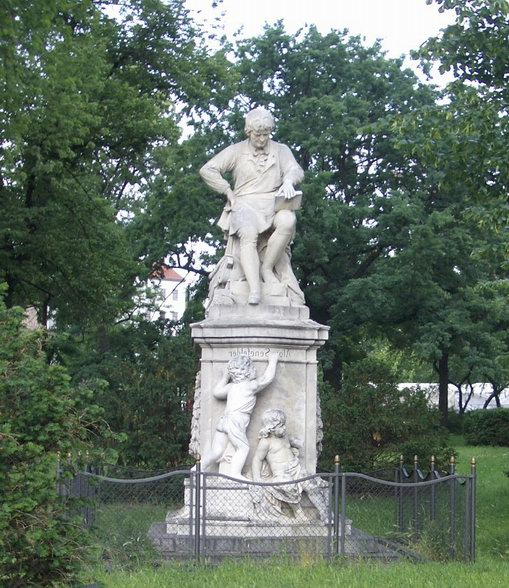
Пам'ятник Алоіз Зенефельдер. Фото 2005 року

Інша церква, що височіє над Шенхаузер-алеї своєю стрункою дзвіницею з подовженим шпилем, була закладена в 1905 році, отримала назву «Благословення» (нім. Segenskirche) і була добудована до кінця 1908 як комплекс цегляних будівель, згрупованих в невеликому дворику.
Поруч зі станцією метро U2 «Зенефельдерплац» (нім. Senefelderplatz) на Шенхаузер-алеї привертає увагу пам'ятник винахіднику літографії Алоїс Зенефельдер (роки життя 1771 — 1834), поставлений в 1892 році. Автор пам'ятника скульптор Рудольф Поле (нім. Rudolf Pohle) виконав його з світлого мармуру.

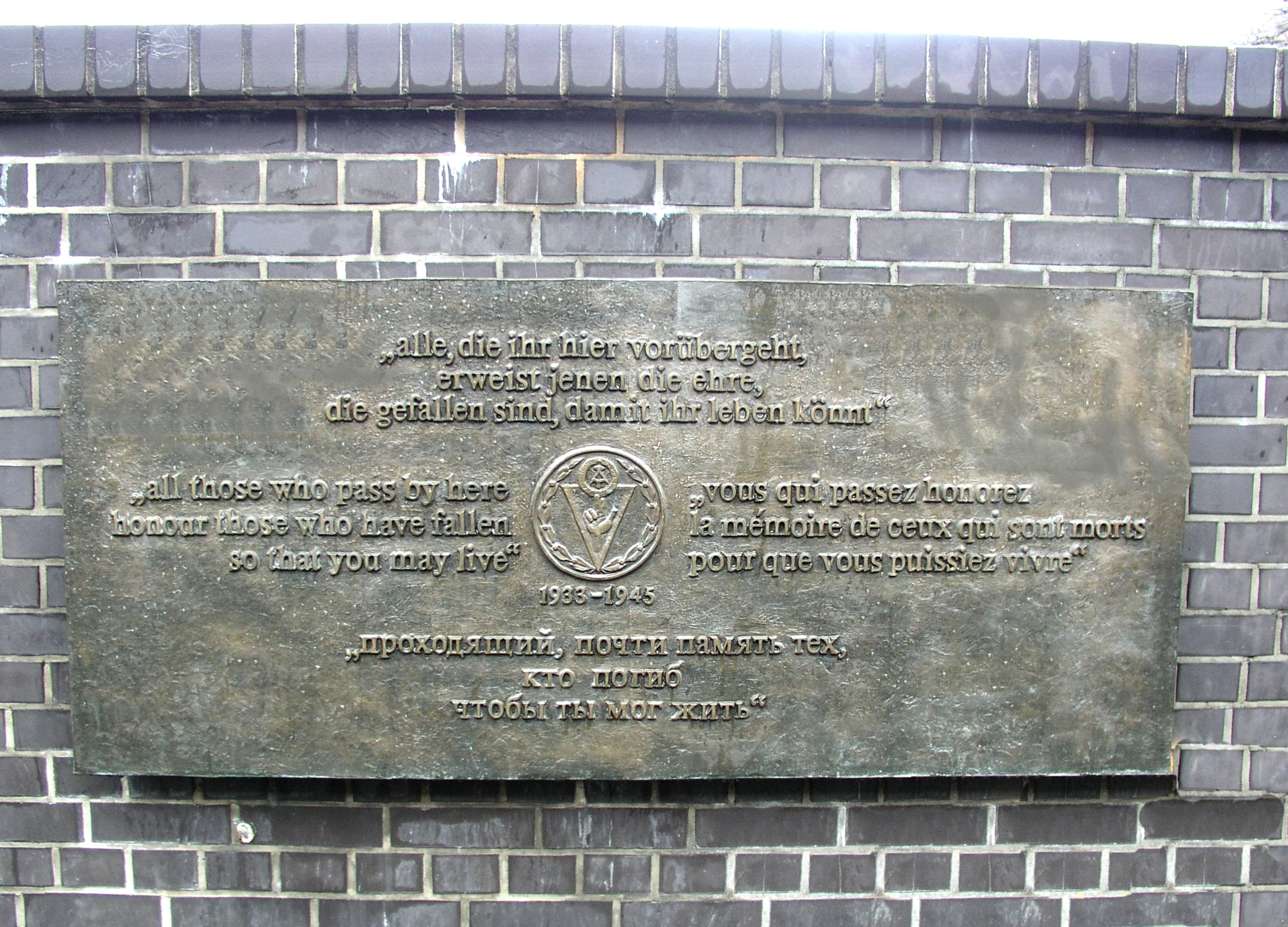

Над проходить внизу лінією міської електрички на мосту Шенхаузер-алеї за часів НДР були встановлені рельєфи скульптора Гюнтера Шютц (нім. Günter Schütz), що нагадують про події 1933 — 1945 років. У поясненні до них на чотирьох мовах сказано:
|  | перехожий, майже пам'ять тих, хто загинув, щоб ти міг жити |

|  |  |  |  |  |  |  |
|  |  |  |  |  |  |  |

Крім різноманітних фірм, магазинів і служб побутового сервісу на Шенхаузер-алеї є місця, особливо привабливі не тільки для жителів Пренцлауер-Берґу і близьких до нього районів Панков, Нідершенхаузен, Вайсензее. Наприклад, багатозальний кінотеатр Колізей, в німецькому звучанні «колоссеум» (нім. Colosseum), який увійшов в єдину мережу міжнародного кінооб'єднання UCI (англ. United Cinemas International). Його будівля була побудована в 1894 році і спочатку використовувалося як вагонне депо. У вересні 1924 тут вже відкрили кінотеатр на 1000 місць для показу німих фільмів з музичним супроводом, який влаштовував оркестр з 30 музикантів. У післявоєнні роки тут тимчасово розміщувався Метрополь-театр, який повернувся в 1955 році на своє довоєнне місце в Адміралспаласт.
У наші дні «колоссеум», окрім звичного великого вибору фільмів для дорослих і дітей, пропонує спеціальні навчальні кіно-програми, що розширюють шкільні знання. «Колоссеум» входить також до числа міських кінотеатрів, які беруть участь у проведенні Берлінського кінофестивалю.

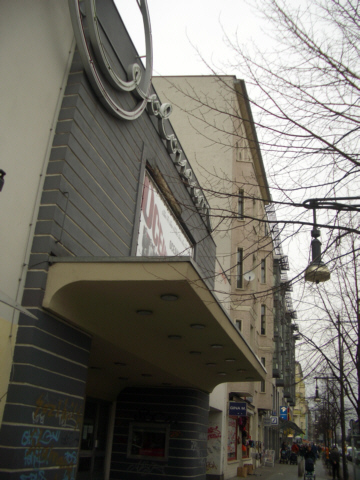
Кінотеатр «колоссеум».
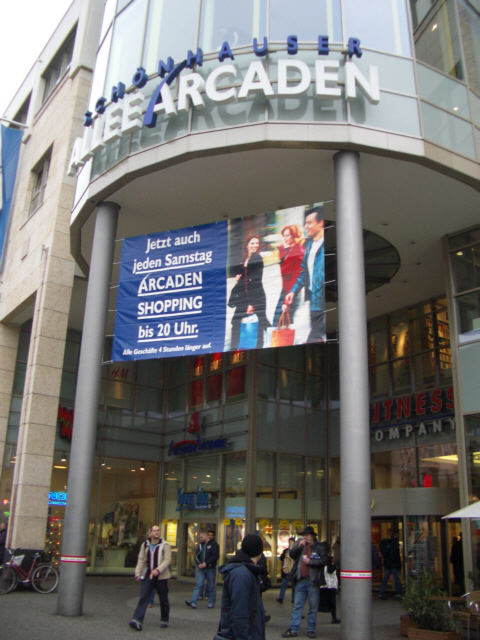
Торговий центр «Аркади».
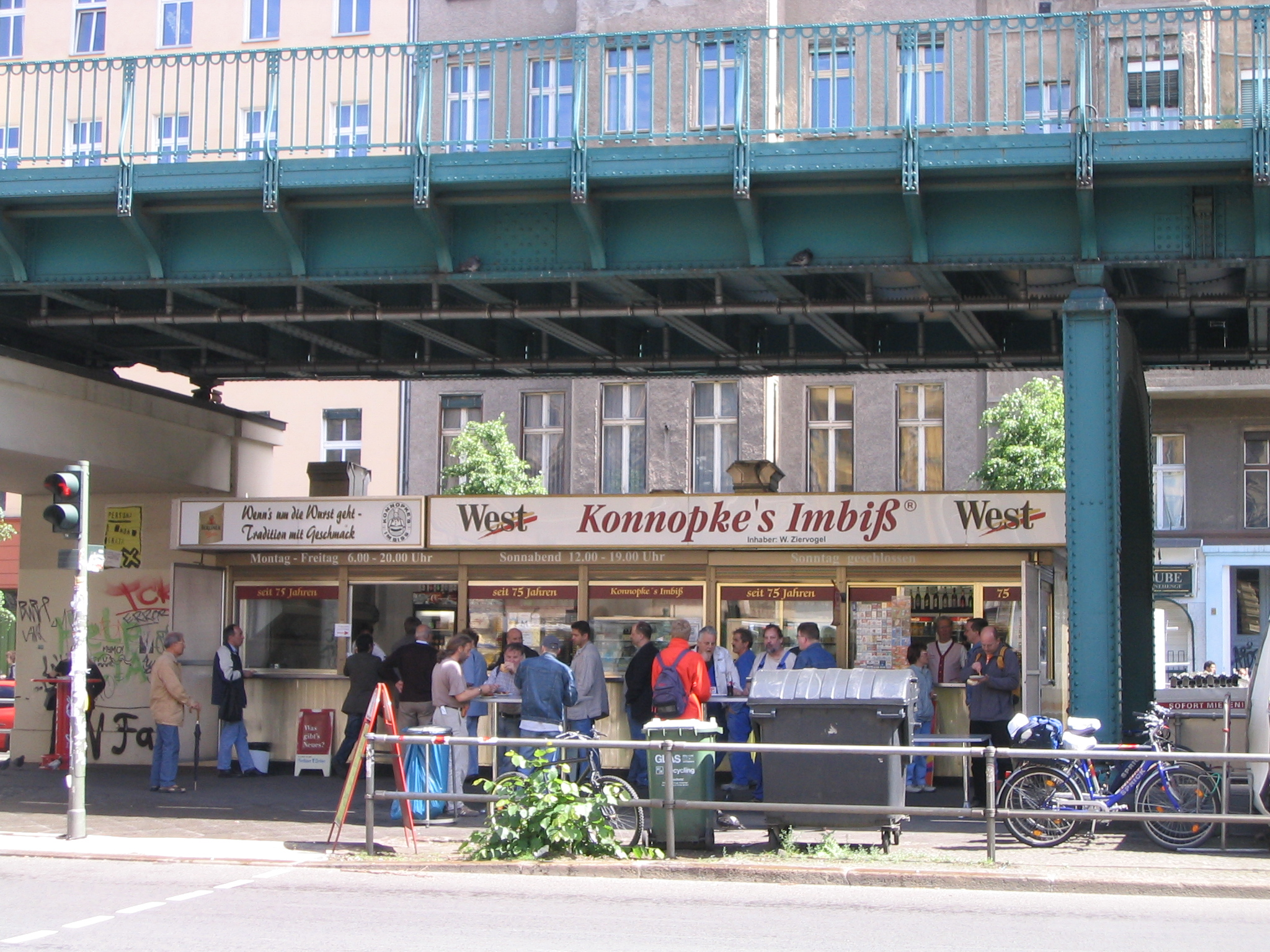
Імбіс «Коннопке» під естакадою.
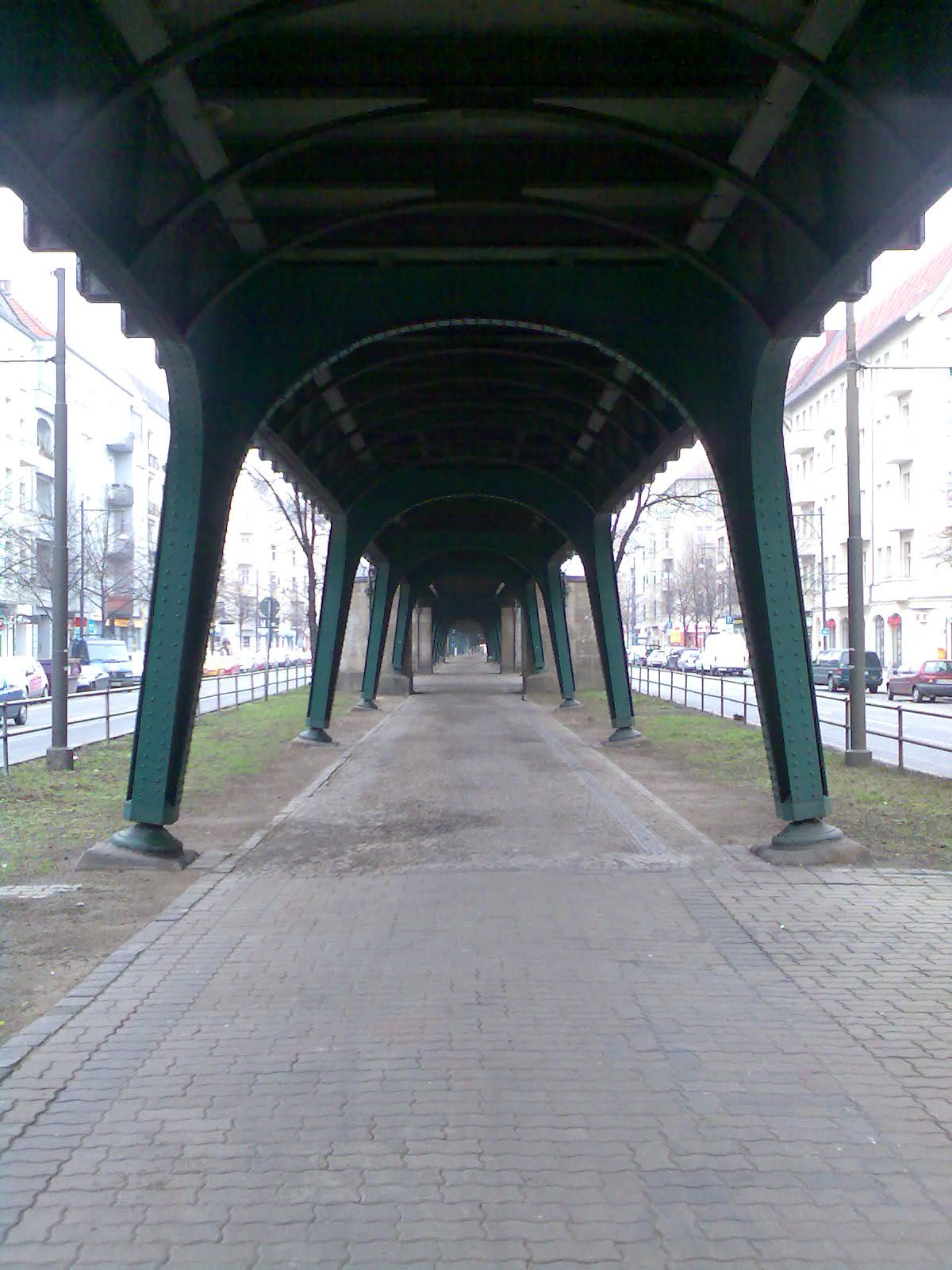
Прохід під естакадою.

Торговий центр «Аркади» (нім. Arcaden) на своїх поверхах має різні магазини, філії всіляких служб сервісу, кафе і ресторани, фітнес-студії тощо . Напередодні Різдва, Нового року, Великодня в центрі «Аркади» не тільки святково оновлюється оформлення інтер'єрів, але і організовуються безкоштовні для глядачів виступи музичних колективів, розважальні дитячі програми, тематичні виставки.
Періодично районні культурні об'єднання влаштовують на Шенхаузер-алеї акцію «Художня миля» (нім. Kunstmeile), в якій можуть взяти участь як місцеві, так і зарубіжні митці, студенти, мистецтвознавці. У вітринах магазинів, банків, різних фірм виставляються на пару місяців роботи учасників цієї акції: графічні, живописні, скульптурні, їх кераміка, ювелірні вироби тощо.
Коннопке-імбіс (нім. Konnopke's Imbiß) під естакадою біля станції метро «Еберсвальдер-штрассе» лінії U2 прославився з 1960 року тим, що першим в Східному Берліні почав продаватикаррівурст(нім. Currywurst) — гарячі сардельки з соусом каррі. Сім'я Коннопке розвивала тут свій бізнес з 1930 року, пропонуючи покупцям гарячу їжу спочатку на пересувних лотках рознощика.

## Транспорт
Лінія U2 (нім. Untergrundbahn) Берлінського метрополітену має чотири зупинки з виходом на Шенхаузер-алеї: «Роза-Люксембург-платц», «Зенефельдерплатц», «Еберсвальдер-штрассе», «Шенхаузер-алеї». Це одна з найстаріших ліній берлінського метро, яка почала функціонувати у 1902 році, а з 1913 року прокладена в північному напрямку до кільцевої залізниці. Лінія U2 йде уздовж Шенхаузер-алеї, місцями виходячи на поверхню як естакадний транспорт, місцями знову йдучи під землю.

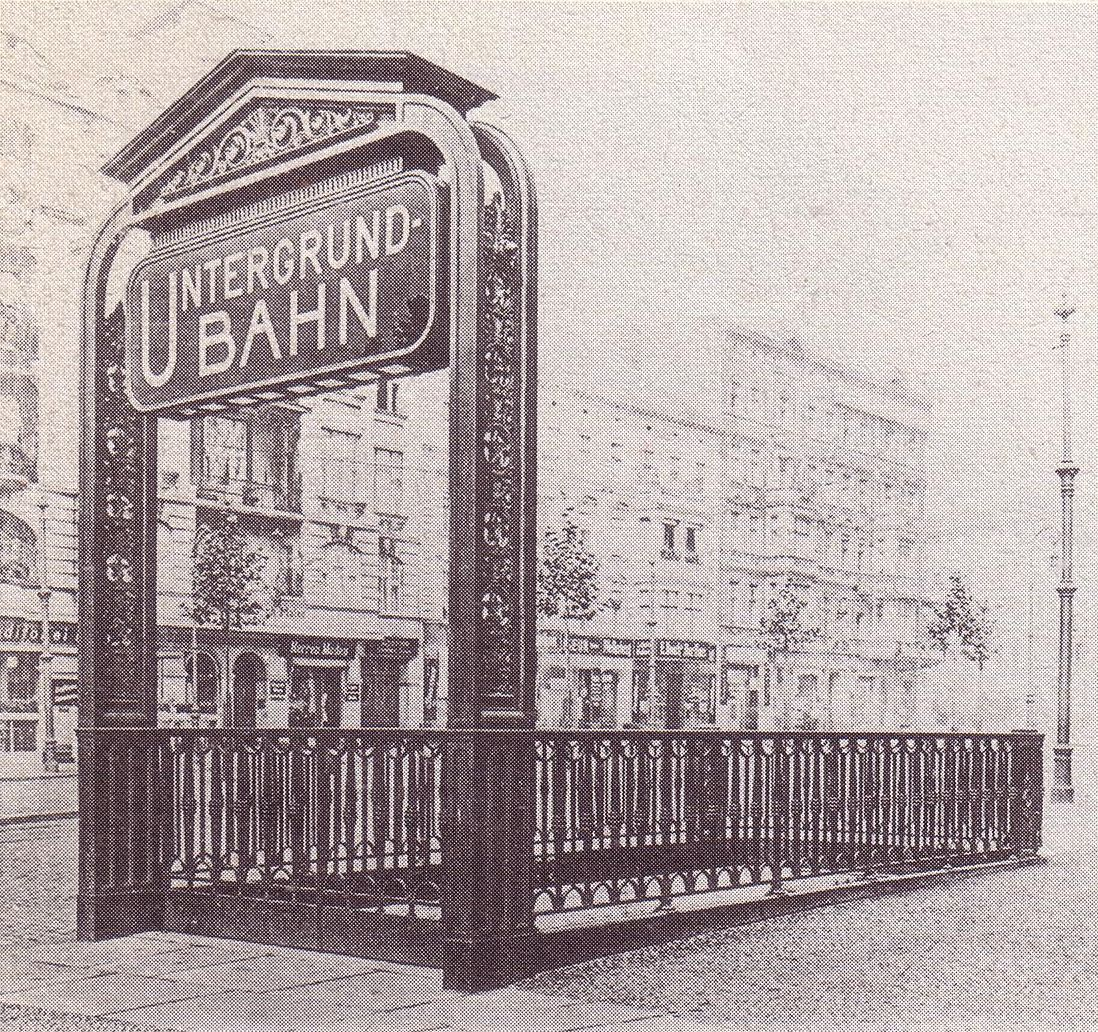
U-Bahn «Зенефельдерплатц». Фотоархів 1913
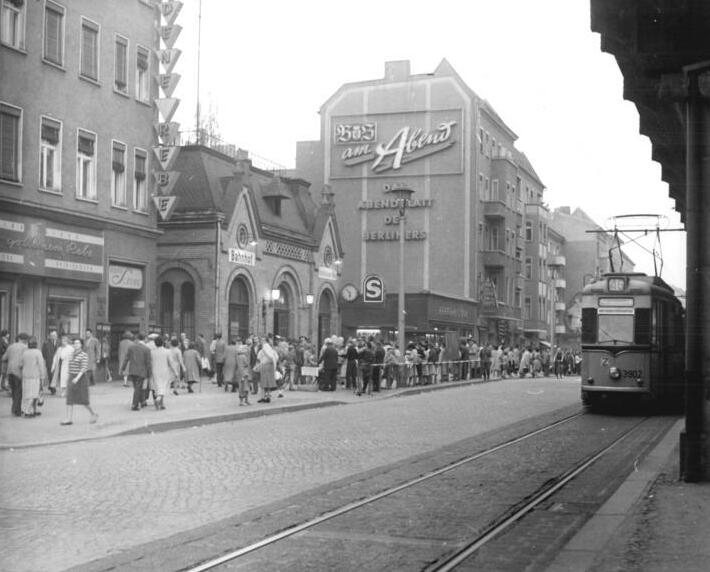
«Шенхаузер-алеї» S-Bahn, U-Bahn, трамвай. Фотоархів 1961

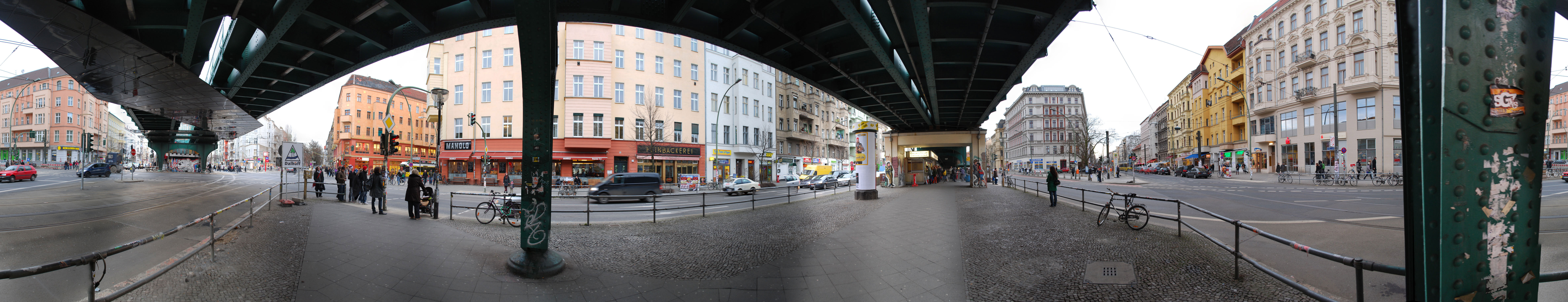
Сучасна панорама перехрестя «Кут Шенхаузер» (Ecke Schönhauser). Фото 2009 року

Шенхаузер-алеї. Карта

Протягом вулиці є два особливо жвавих перехрестя. Ближче до центру — це так званий «Кут Шенхаузер» (нім. Ecke Schönhauser), відомий за фільмом з однойменною назвою кіностудії ДЕФА 1957 року. Тут Шенхаузер-алеї перетинається з Данцігер-штрассе (нім. Danziger Straße), що переходить у Еберсвальдер-штрассе (нім. Eberswalder Straße), а також зтополинійПаппельаллее (нім. Pappelallee), що переходить укаштановуКастаніеналлее (нім. Kastanienallee). Тут можна переходити з лінії метро U2 (нім. Untergrundbahn) на лінії Берлінського трамвая (нім. Straßenbahn Berlin) — M1, M10, M13.
Другий перехрестя, розташований далі від центру — це місце, де можна перейти з трамвая на метро і на електричку. На фрагментарною карті видно перетину трамвайних ліній (червоний колір) з лінією метро (синій колір) і зі швидкісною електричкою (зелений колір).

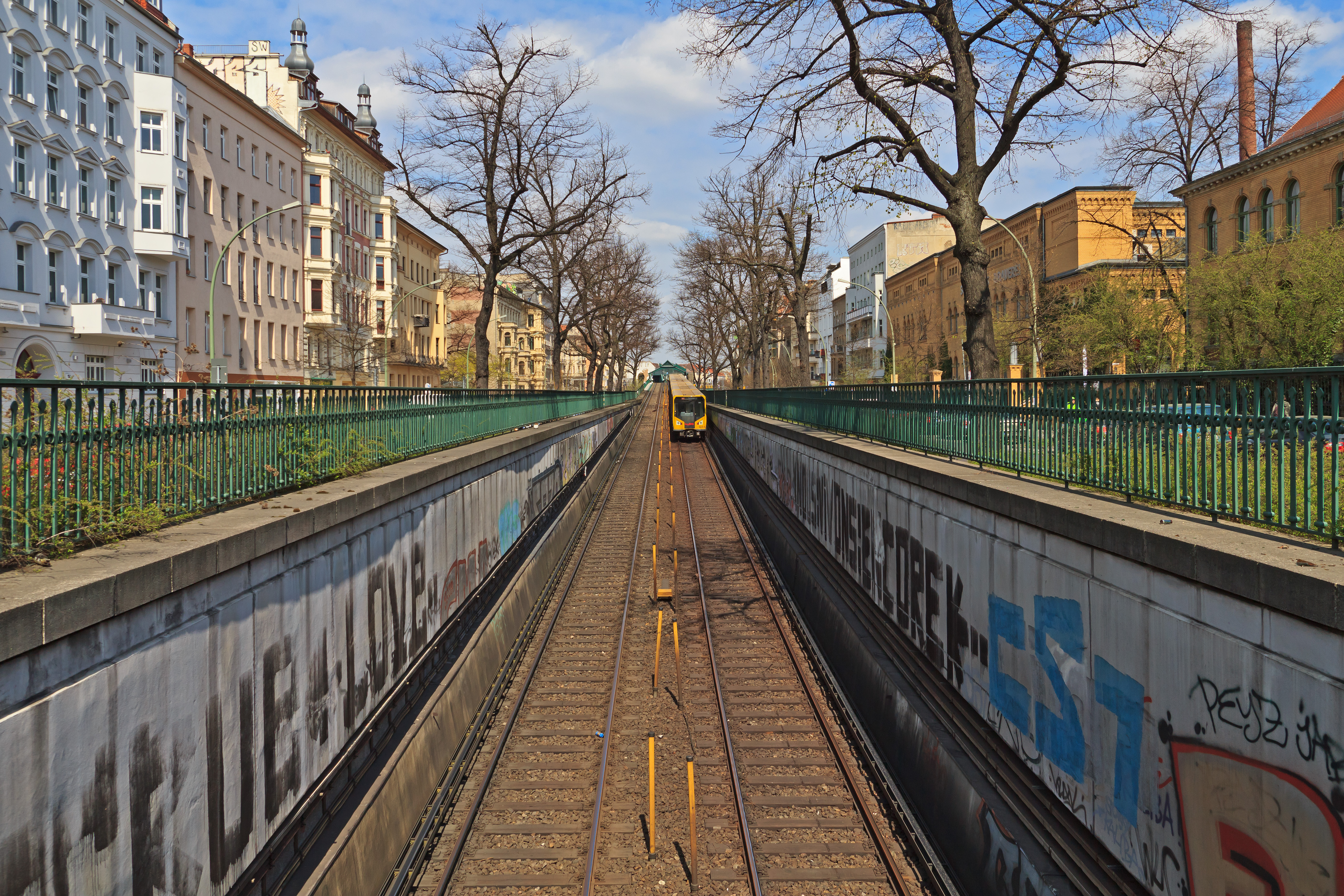
Вид на лінію U2 Берлінського метрополітену
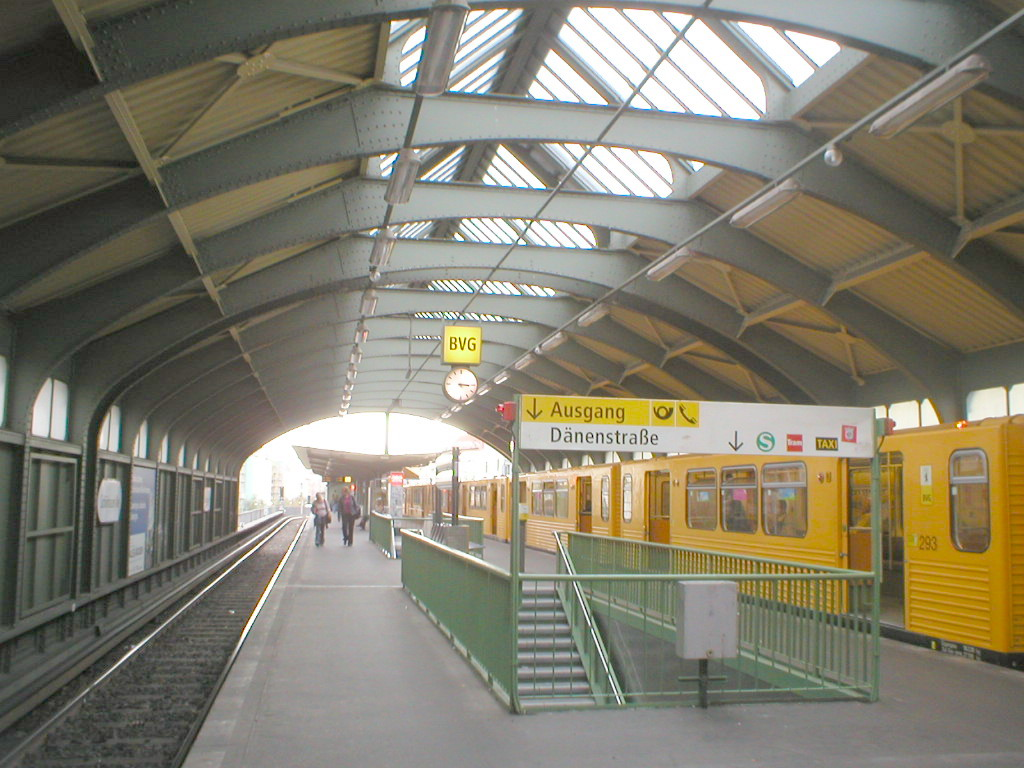
Станція метро «Шенхаузер-алеї»
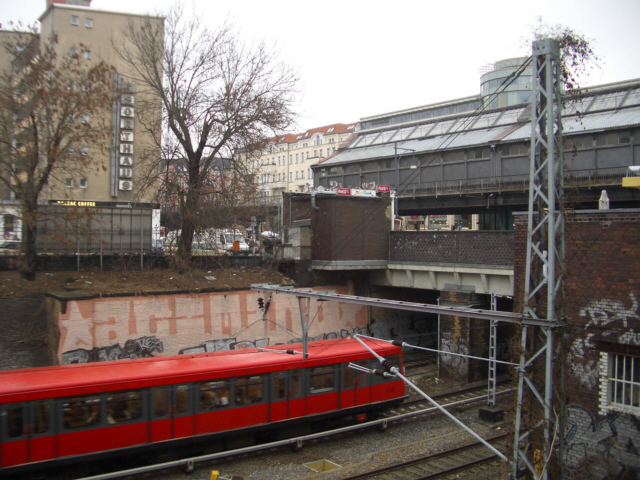
Перехрестя ліній метро і Берлінської міської електрички